# 戴公亮
戴公亮（1909年—1996年），字叔明，男，汉族，江苏吴县人，中国电影教育家，北京电影学院教授。